# Grosses-Roches
Grosses-Roches est une municipalité de la province de Québec, au Canada, située dans la municipalité régionale de comté de La Matanie, au Bas-Saint-Laurent.

## Toponymie
L'origine du toponyme de « Grosses-Roches » est la topographie de l'endroit où l'on retrouve de nombreux petits rochers brunâtres de forme arrondie. Le nom a d'abord été porté par le bureau de poste à partir de 1881, mais il était déjà utilisé auparavant.
La paroisse catholique de Grosses-Roches porte le nom des Saints-Sept-Frères. Le nom de la paroisse a été influencé par le nom de la municipalité dont Grosses-Roches s'est détachée, Sainte-Félicité, puisque sainte Félicité de Rome est une veuve qui a dû assister au martyre de ses sept fils.
Les gentilés sont appelés Rochelois et Rocheloises.

## Histoire

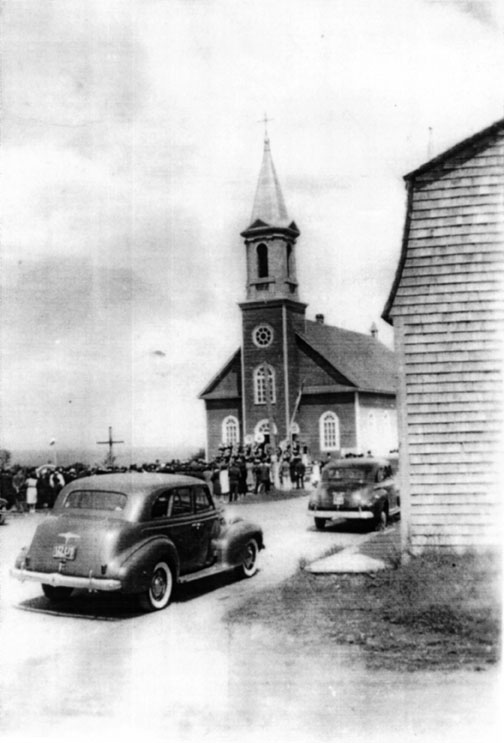
Église de Grosses-Roches en 1941

La mission catholique des Saints-Sept-Frères fut fondée en 1870. La municipalité de Grosses-Roches fut créée officiellement en 1939 par détachement de celle de Sainte-Félicité. Avant cela, le territoire de Grosses-Roches formait la partie orientale de Sainte-Félicité. La paroisse fut érigée canoniquement en 1963.

## Géographie
Grosses-Roches est située sur la berge sud du fleuve Saint-Laurent à 440 km au nord-est de Québec et à 250 km à l'ouest de Gaspé. Les villes importantes près de Grosses-Roches sont Matane à 30 km au sud-ouest et Sainte-Anne-des-Monts à 55 km au nord-est. Grosses-Roches est situé à 130 km au nord-est de Rimouski, la capitale du Bas-Saint-Laurent. Le territoire de Grosses-Roches couvre une superficie de 63,99 km2.
La municipalité de Grosses-Roches est située dans la municipalité régionale de comté de Matane dans la région administrative du Bas-Saint-Laurent. La paroisse des Saints-Sept-Frères de Grosses-Roches fait partie de l'Archidiocèse de Rimouski.

### Hameaux
- Jaco-Hughes
- Petit-Cherbourg
- Ruisseau-à-la-Loutre

## Démographie
| 1996 | 2001 | 2006 | 2011 | 2016 | 2021 |
| ---- | ---- | ---- | ---- | ---- | ---- |
| 493  | 457  | 416  | 411  | 394  | 375  |

Distribution de l'âge en 2006

Selon Statistiques Canada, la population de Grosses-Roches était de 416 habitants en 2006. La tendance démographique des dernières années suit celle de l'Est du Québec, c'est-à-dire une décroissance. En effet, en 2001, la population était de 457 habitants. Cela correspond à un taux de décroissance de 9 % en cinq ans. L'âge médian de la population rocheloise est de 50 ans.
Le nombre total de logements privés dans la municipalité est de 359. Cependant, seulement 191 de ces logements sont occupés par des résidents permanents. La majorité des logements de Grosses-Roches sont des maisons individuelles.
Statistiques Canada ne recense aucun immigrant à Grosses-Roches. 97,6 % de la population de Grosses-Roches a le français comme langue maternelle ; le reste ayant une autre langue que le français et l'anglais en tant que langue maternelle. 12 % de la population maitrise les deux langues officielles du Canada et tous les habitants maitrisent le français. Statistiques Canada ne recense aucun autochtone à Grosses-Roches.
Le taux de chômage dans la municipalité était de 23,5 % en 2006. Le revenu médian des Rochelois est de 14 488 $ en 2005.
63,4 % de la population âgée de 15 ans et plus de Grosses-Roches n'a aucun diplôme d'éducation. 26,8 % de cette population n'a que le diplôme d'études secondaires ou professionnelles. Il n'y a personne qui possède un diplôme de niveau universitaire à Grosses-Roches. Tous les habitants de Grosses-Roches ont effectué leurs études à l'intérieur du Canada. Les deux domaines d'études principaux des Rochelois sont le « génie, l'architecture et les services connexes » ainsi que le « commerce, la gestion et l'administration publique ».

## Administration
Les élections municipales ont lieu tous les quatre ans et s'effectuent en bloc sans division territoriale. Le conseil municipal est composé d'un maire et de six conseiller.
| mandat    | fonction    | nom                 |
| --------- | ----------- | ------------------- |
| 2013-2017 | Maire       | André Morin         |
| 2013-2017 | Conseillers |                     |
| 2013-2017 | #1          | Dominique Ouellet   |
| 2013-2017 | #2          | Lucille Marin       |
| 2013-2017 | #3          | Jean-Guy Ouellet    |
| 2013-2017 | #4          | Pâquerette Coulombe |
| 2013-2017 | #5          | Nathalie Ayotte     |
| 2013-2017 | #6          | Jean-Yves St-Louis  |

| Grosses-Roches Maires depuis 2003                                                                                    |                    |         |          |
| Élection | Maire              | Qualité | Résultat |
| 2003 | Victoire Marin     |         | Voir     |
| 2005 | Victoire Marin     | Voir    |          |
| 2009 | Victoire Marin     | Voir    |          |
| 2013 | André Morin        |         | Voir     |
| 2017 | Victoire Marin (2) |         | Voir     |
| 2021 | Jonathan Massé     |         | Voir     |
| Élection partielle en italique Depuis 2005, les élections sont simultanées dans toutes les municipalités québécoises |                    |         |          |

De plus, Linda Imbeault est la directrice-générale et la secrétaire-trésorière de la municipalité.

## Culture
En juin, se tient le Festival de musique et de danse traditionnelle de Grosses-Roches.